# Severino Minelli
Severino Minelli   (Küsnacht, 6 de setembre de 1909 - 23 de setembre de 1994) fou un futbolista suís de la dècada de 1930. Jugà de lliure a la formació revolucionària que ideà Karl Rappan a Grasshopper-Club Zürich i la selecció de Suïssa. Fou 80 cops internacional amb la selecció suïssa amb la qual participà en la Copa del Món de futbol de 1934 i a la Copa del Món de futbol de 1938. Ha estat entrenador FC Zürich i Suïssa.